# Scytodes cubensis
Espèce
Scytodes cubensis est une espèce d'araignées aranéomorphes de la famille des Scytodidae.

## Distribution
Cette espèce est endémique des Antilles. Elle se rencontre à Cuba et à la Trinité.

## Étymologie
Son nom d'espèce, composé de cub[a] et du suffixe latin -ensis, « qui vit dans, qui habite », lui a été donné en référence au lieu de sa découverte, Cuba.

## Publication originale
- Alayón, 1977 : Nuevas especies de Scytodes Latreille, 1804 (Araneae: Scytodidae) de Cuba. Poeyana, vol. 177, p. 1-20.